# Jaroslav Kvapil (scriitor)
Jaroslav Kvapil (n. 25 septembrie 1868, Chudenice⁠(d), Plzeň, Cehia – d. 10 ianuarie 1950, Praga, Cehoslovacia) a fost un poet și dramaturg ceh.
A scris versuri de inspirație simbolistă, teatru influențat de Maeterlinck și memorialistică.
Începând cu anul 1900, este director și dramaturg la Teatru Național din Praga, în al cărui repertoriu promovează piese de  Anton Cehov, Henrik Ibsen și Maksim Gorki.

## Scrieri
- 1907: Poeme ("Básně")
- 1897: Principesa Pampliška ("Princezna Pampliška")
- 1901: Rusalka
- 1932: Ce știu ("O cem vím").